# Gegenrede
Gegenrede, Lehnübersetzung des englischen counterspeech, bezeichnet die Strategie, auf Hasskommentare in Online-Diskussionen mit gezielten positiven Erwiderungen zu reagieren, statt diese lediglich zu zensieren, zu ignorieren oder durch weitere, gegen die ursprünglichen Hasskommentare gerichteten negativen Kommentare zu eskalieren. Grundgedanke dieser Strategie ist es, dass es in einer öffentlichen Debatte nicht nur die Diskriminierenden und die davon Betroffenen gibt, sondern auch solche, die still mitlesen und sich einbringen, wenn sie dazu eingeladen oder motiviert werden.

## Auswirkungen von Hassrede und Gegenrede
Online-Nutzer können durch das Verfassen von Kommentaren Einfluss auf die Meinungsbildung anderer Nutzer ausüben. Bei Online-Diskussionen zur Flüchtlingswelle 2015 hatte sich gezeigt, dass Hasskommentare die Einstellungen gegenüber geflüchteten Menschen negativ beeinflussen konnten. Die weitreichende Wirkung von diesen Hasskommentaren zeigte sich dadurch, dass die Bereitschaft zu Spenden zugunsten von Flüchtlingshilfsorganisationen abnahm.
Der Online Disinhibition Effect kann enthemmend wirken und digitale Gewalt in Form von Hasskommentaren und Cyber-Mobbing bei manchen Menschen befördern. Dabei stehen die Angegriffenen im digitalen Raum häufig allein da.
Die Amadeu Antonio Stiftung gibt an, dass besonders Kinder und Jugendliche von Cyber-Mobbing und Hasskommentaren betroffen sind. Laut JIM-Studie aus dem Jahr 2019 geben 21 % der 12- bis 19-Jährigen an, dass beleidigende Inhalte über sie im Internet oder Chats verbreitet wurden.
Die psychischen Folgen von Cyber-Mobbing können Depressionen, Angstzustände, Zwangsstörungen sowie das Burn-out-Syndrom sein. Es kann zum selbstverletzenden Verhalten, Suizidgedanken oder einem Suizid bei Betroffenen kommen. Die physischen Auswirkungen können Kopf- und Bauchschmerzen sowie Schlafstörungen sein. Zu den sozialen Folgen von Cyber-Mobbing zählen soziale Isolation und Rückzug aus sozialen Netzwerken. Im Arbeitsumfeld und in der Schule kann es zur Minderung von Arbeits- und Leistungsfähigkeit kommen.
Ergebnisse einer Studie von Joshua Garland, Keyan Ghazi-Zahedi et al. deuten darauf hin, dass Gegenreden dabei tatsächlich depolarisierend wirken und zu weiteren Gegenreden anregen sowie zu Äußerungen, die deutlich weniger von Hass durchtränkt sind. Eine organisierte Gegenrede kann demnach eine wirkungsvolle Lösung sein, um Hass im Internet zu bekämpfen. Die Kausalität konnte durch Forschende der ETH Zürich erhärtet werden.